# Квемо-Картлі
Кве́мо Ка́ртлі (груз. ქვემო ქართლი) — мхаре (край) у південній Грузії; адміністративний центр — Руставі.

## Адміністративний поділ
Квемо Картлі складається з 6 муніципалітетів та 1 міста:
| Муніципалітети | Площа, км² | Населення станом на 2014, осіб | Населення станом на 2016, осіб | центр       |
| -------------- | ---------- | ------------------------------ | ------------------------------ | ----------- |
| Руставі, місто | 60         | 125 103                        | 126 000                        | Руставі     |
| Болніський     | 804        | 53 590                         | 53 800                         | Болнісі     |
| Ґардабанський  | 1304       | 81 876                         | 82 300                         | Ґардабані   |
| Дманіський     | 1199       | 19 141                         | 19 100                         | Дманісі     |
| Марнеульський  | 935        | 104 300                        | 105 300                        | Марнеулі    |
| Тетріцкарський | 1174       | 21 127                         | 21 000                         | Тетрі-Цкаро |
| Цалкійський    | 1051       | 18 849                         | 18 900                         | Цалка       |
| Загалом        | 6528       | 423 986                        | 426 400                        |             |

## Населення
Населення за роками

За переписом населення 2014 року з 423 986 мешканців краю грузини складають 51,3 % (217 305 осіб), азербайджанці — 41,8 % (177 032 осіб), вірмени — 5,1 % (21 500 осіб), росіяни — 0,6 % (2 631 осіб), греки — 0,5 % (2 113 осіб), осетини — 0,2 % (810 осіб), українці — 0,1 % (510 осіб).
Азербайджанці становлять абсолютну більшість у Марнеульському — 83,8 % проти 8,6 % грузин та 7,0 % вірмен, Дманісському — 65,5 % проти 33,2 % грузин, та Болнісському — 63,4 % проти 30,9 % грузин та 5,0 % вірмен муніципалітетах краю. У Ґардабанському — 43,5 % азербайджанців та 54,2 % грузин.
У Цалкійському муніципалітеті більшість складають вірмени — 38,8 %, при відносно великих частках грузин — 46,7 % та азербайджанців — 7,0 %.
Грузини становлять абсолютну більшість в місті Руставі — 91,8 % проти 3,7 % азербайджанців, 1,6 % вірмен, 1,2 % росіян та 0,4 % осетин. Також грузини становлять більшість у Тетріцкарськом муніципалітеті — 82,5 % проти 7,3 % вірмен, 7,3 % азербайджанців, 1,3 % росіян та 0,9 % греків.

## Пам'ятки
- Манґліський собор
- Пітаретський монастир